# Balovac
Balloc en albanais et Balovac en serbe latin (en serbe cyrillique : Баловац) est une localité du Kosovo située dans la commune/municipalité de Podujevë/Podujevo, district de Pristina (Kosovo) ou district de Kosovo (Serbie). Selon le recensement kosovar de 2011, elle compte 2 131 habitants.

## Histoire
Sur le territoire du village se trouve le site de Kaljaja, dont les vestiges remontent à l'Antiquité et à l'Antiquité tardive ; mentionné par l'Académie serbe des sciences et des arts, il est inscrit sur la liste des monuments culturels du Kosovo.

## Démographie

### Évolution historique de la population dans la localité
| 1948 | 1953 | 1961 | 1971  | 1981  | 1991  | 2011  |
| ---- | ---- | ---- | ----- | ----- | ----- | ----- |
| 868  | 922  | 926  | 1 109 | 1 352 | 1 536 | 2 131 |

|  |

### Répartition de la population par nationalités (2011)
En 2011, les Albanais représentaient 99,25 % de la population.